# 마르코 레오나르디
마르코 레오나르디(이탈리아어: Marco Leonardi, 1971년 11월 14일 ~ )는 이탈리아의 배우이다. 오스트레일리아 멜버른에서 칼라브리아주 출신 부모 밑에서 태어났으며, 네 살 때 가족과 함께 이탈리아로 이주하였다.

## 출연 작품

### 영화
- 시네마 천국 (1988) - 십대 살바토레 역
- 자스민의 함정 (1990, Dimenticare Palermo)
- 달콤 쌉사름한 초콜릿 (1992) - 페드로 역
- 저항 (1993, La ribelle)
- Le buttane (1994)
- Manhattan Merengue! (1995)
- 요람을 흔드는 손 2 (1995, Im Sog des Bösen)
- 스탕달 신드롬 (1996)
- 더 바이블: 다윗 (1997, David)
- 오감 (1999, The Five Senses)
- 황혼에서 새벽까지 3 (1999) - 조니 머드리드 역
- 텍사스 레인저 (2001)
- 원스 어폰 어 타임 인 멕시코 (2003) - 피데오 역
- 마리아 (2005)
- 암흑의 영혼 (2014)
- 스페이스 비트윈 (2016, The Space Between)
- Ustica: The Missing Paper (2016)
- 줄리아 (2016, La ragazza del mondo) - 첼레스티노 역
- 가족 (2017, Una famiglia)
- 올 더 머니 (2017) - 사베리오 맘몰리티 역
- 솔레다드 (2018, Soledad)

### 텔레비전
- 신부님은 명탐정 (2004)